# Filodulcina
Filodulcina es una dihydroisocumarina encontrada en Hydrangea macrophylla y Hydrangea serrata. Es un edulcorante 400-800 más dulce que el azúcar.